# Pujo
Pujo – miejscowość i gmina we Francji, w regionie Oksytania, w departamencie Pireneje Wysokie.
Według danych na rok 1990 gminę zamieszkiwało 585 osób, a gęstość zaludnienia wynosiła 111 osób/km² (wśród 3020 gmin regionu Midi-Pireneje Pujo plasuje się na 530. miejscu pod względem liczby ludności, natomiast pod względem powierzchni na miejscu 1465.).